# Ekaterina Gordeeva
Ekaterina Alexandrovna Gordeeva (em russo:  Екатерина Александровна Гордеева; Moscou, RSFS da Rússia, 28 de maio de 1971) é uma ex-patinadora artística russa que competiu em competições de duplas. Ela foi campeã olímpica por duas vezes em 1988 e 1994 ao lado de seu parceiro e marido Sergei Grinkov. Atualmente é casada com Ilya Kulik.

## Principais resultados

### Com Sergei Grinkov
| Resultados                                                            | Resultados    | Resultados      | Resultados       | Resultados       | Resultados       | Resultados      | Resultados      | Resultados      | Resultados      | Resultados      | Resultados    | Resultados    |
| Internacional                                                         | Internacional | Internacional   | Internacional    | Internacional    | Internacional    | Internacional   | Internacional   | Internacional   | Internacional   | Internacional   | Internacional | Internacional |
| Evento/Temporada                                                      | 1983– 1984    | 1984– 1985      | 1985– 1986       | 1986– 1987       | 1987– 1988       | 1988– 1989      | 1989– 1990      | 1990– 1991      |                 | 1993– 1994      |               |               |
| --------------------------------------------------------------------- | ------------- | --------------- | ---------------- | ---------------- | ---------------- | --------------- | --------------- | --------------- | --------------- | --------------- | ------------- | ------------- |
| Jogos Olímpicos                                                       |               |                 |                  |                  | Medalha de ouro  |                 |                 |                 | Medalha de ouro |                 |               |               |
| Campeonato Mundial                                                    |               |                 | Medalha de ouro  | Medalha de ouro  | Medalha de prata | Medalha de ouro | Medalha de ouro |                 |                 |                 |               |               |
| Campeonato Europeu                                                    |               |                 | Medalha de prata | WD               | Medalha de ouro  |                 | Medalha de ouro |                 | Medalha de ouro |                 |               |               |
| Jogos da Boa Vontade                                                  |               |                 |                  |                  |                  |                 |                 | Medalha de ouro |                 |                 |               |               |
| NHK Trophy                                                            |               |                 |                  |                  |                  |                 | Medalha de ouro |                 |                 |                 |               |               |
| Prize of Moscow News                                                  |               |                 | 4.ª              |                  | Medalha de ouro  |                 |                 |                 |                 |                 |               |               |
| Skate Canada International                                            |               |                 | Medalha de ouro  | Medalha de prata |                  |                 |                 |                 |                 |                 |               |               |
| Internacional – Júnior                                                |               |                 |                  |                  |                  |                 |                 |                 |                 |                 |               |               |
| Campeonato Mundial Júnior                                             | 5.ª           | Medalha de ouro |                  |                  |                  |                 |                 |                 |                 |                 |               |               |
| Nacional                                                              |               |                 |                  |                  |                  |                 |                 |                 |                 |                 |               |               |
| Campeonato Russo                                                      |               |                 |                  |                  |                  |                 |                 |                 |                 | Medalha de ouro |               |               |
| Campeonato Soviético                                                  |               | 6.ª             | Medalha de prata | Medalha de ouro  |                  |                 |                 |                 |                 |                 |               |               |
|                                                                       |               |                 |                  |                  |                  |                 |                 |                 |                 |                 |               |               |
| Legenda: WD = Abandonou; Competição não foi disputada nesta temporada |               |                 |                  |                  |                  |                 |                 |                 |                 |                 |               |               |